# Cuscuta rubella
Cuscuta rubella är en vindeväxtart som beskrevs av Truman George Yuncker. Cuscuta rubella ingår i släktet snärjor, och familjen vindeväxter. Inga underarter finns listade i Catalogue of Life.